# 日夫罗瓦勒
日夫罗瓦勒（法語：Givrauval，法語發音：[ʒivʁoval]）是法国默兹省的一个市镇，属于巴勒迪克区。

## 地理
日夫罗瓦勒（48°39'41"N, 5°19'28"E）面积9.69 平方千米，位于法国大東部大區默兹省，该省份为法国西北部内陆省份，北与比利时接壤，西接马恩省和阿登省，南至上马恩省和孚日省，东临默尔特-摩泽尔省。
与日夫罗瓦勒接壤的市镇（或旧市镇、城区）包括：利尼昂巴鲁瓦、隆若、默诺库尔、尚特赖讷、维莱勒塞克。

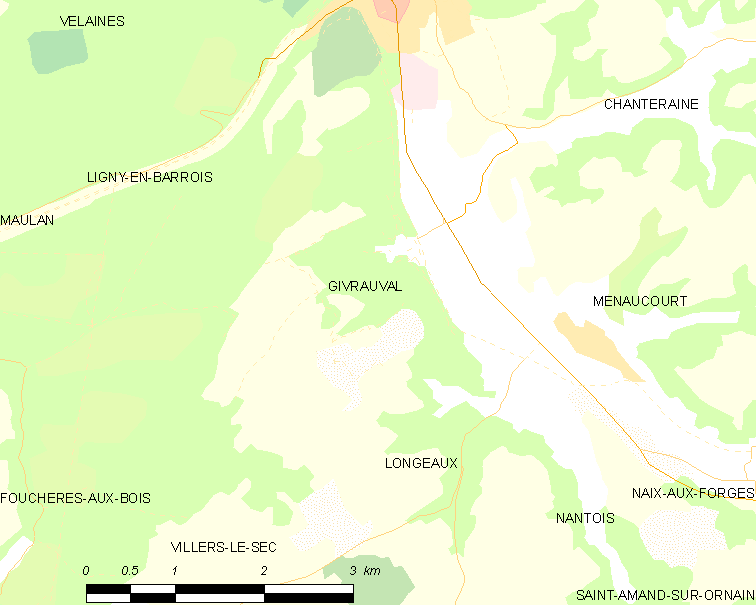
日夫罗瓦勒的OSM定位图

日夫罗瓦勒的时区为UTC+01:00、UTC+02:00（夏令时）。

## 行政
日夫罗瓦勒的邮政编码为55500，INSEE市镇编码为55214。

## 政治
日夫罗瓦勒所属的省级选区为利尼昂巴鲁瓦县。

## 人口

1962-2008年间日夫罗瓦勒人口变化图示

日夫罗瓦勒于2022年1月1日时的人口数量为287人。